# Obchodní náměstí
Obchodní náměstí v Modřanech na Praze 12 se nachází asi 100 metrů od břehu Vltavy, od které ji odděluje silnice na ulici Generála Šišky, součást Modřanské pravoběžné radiály. Dominantní stavba náměstí je Obchodní dům (nebo Obchodní centrum) Vltava, kde je supermarket a další služby. V roce 2012 byl obchodní dům rekonstruován.
Do roku 1971 se náměstí jmenovalo Tylovo náměstí podle básníka Josefa Kajetána Tyla. Jelikož byly roku 1968 připojeny Modřany k Praze, došlo k duplicitnímu pojmenování (v té době již v Praze existovalo Tylovo náměstí na Praze 2). Přestavba centra Modřan v roce 1971 byla příležitostí pro přejmenování náměstí na dnešní název.

## Budovy, firmy a instituce
- Club bar Pomeranč – Obchodní náměstí 1[3]
- kadeřnictví Salon Vltava – Obchodní náměstí 2[4]
- Restaurace u Vltavy – Obchodní náměstí 3[5]
- Albert supermarket, Teta drogerie – Obchodní náměstí 4[6]